# Ingi Højsted
Ingi Højsted (Tórshavn, 12 novembre 1985) è un ex calciatore faroese, di ruolo centrocampista.

## Carriera
Esordisce in Nazionale a 25 anni nella partita contro il Kazakistan del 29 aprile 2003.